# Les Angles-sur-Corrèze
Les Angles-sur-Corrèze település Franciaországban, Corrèze megyében. Lakosainak száma 126 fő (2022. január 1.). Les Angles-sur-Corrèze Bar, Gimel-les-Cascades és Naves községekkel határos.

## Népesség
A település népességének változása:
| Lakosok száma | 72   | 94   | 111  | 103  | 106  | 106  | 112  | 122  | 123  | 126  |
|               | 1968 | 1982 | 1990 | 2006 | 2013 | 2015 | 2017 | 2019 | 2020 | 2022 |